# Basel-Stadt kanton
Basel-Stadt (franciául Bâle-Ville, olaszul Basilea Città, rétorománul Basilea-Citad) Svájc egyik kantonja. Bázel városon kívül Bettingen és Riehen községek tartoznak hozzá. A kantonnak 2014-ben 195 962 lakosa volt.

## Története

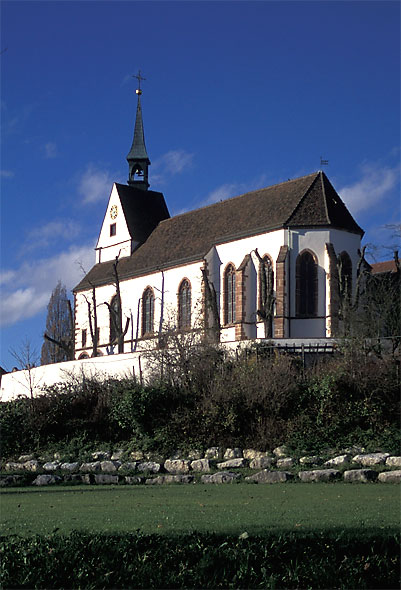
Bettingen temploma

Basel-Stadt Basel-Landschaft kantonnal együtt alkotta a történelmi Bázel kantont, amely az 1833-as felkelést követően vált szét két félkantonra.
Az 1830-as francia júliusi forradalom nyomán Svájcban is politikai forrongás kezdődött. Bázelben a vidéki polgárok tiltakoztak amiatt, hogy a kantongyűlést a városiak dominálják. A városiak nem reagáltak a petíciókra, ezért Liestalban külön kormányzatot hoztak létre a vidékiek számára. Bázel katonai erővel megszállta Liestalt, az elégedetlenkedésnek azonban nem sikerült véget vetni. 1833-ban újabb akciót indítottak Liestal ellen, azonban a vidékiek rajtaütöttek a vonuló bázelieken és súlyos veszteségeket okoztak. 1833. augusztus 17-én a konföderációs gyűlés elé terjesztették a kanton kettéválasztásának kérelmét, melyet 9 nappal később elfogadtak. Azóta több alkalommal felmerült a két félkanton újraegyesítésének terve, különösen miután Basel-Landschaft 1900 után gyors ütemben iparosodni kezdett és a lakosok életmódja nem különbözött már annyira, mint korábban. Az 1969-ben megrendezett népszavazáson Basel-Landschaft polgárai mégis a függetlenség mellett voksoltak. A két félkanton számos kérdésben együttműködik, például Basel-Landschaft hozzájárul a Bázeli Egyetem üzemeltetési költségeihez.

## Földrajza
Basel-Stadt Svájc északi határánál fekszik. Északnyugaton Franciaország Haut-Rhin megyéjével, északkeleten Németország Baden-Württemberg tartományával, délen Basel-Landschaft kantonnal határos. Bázel az ún. Rajna-könyökben fekszik, ahol a folyó az addigi nyugati irány helyett északra kanyarodik és ahol a kis Birsig folyó belétorkollik.
Bettingen, Riehen és Bázel egy része a Rajna jobb partján terül el és három oldalról német terület veszi körbe. Bázel többi része a folyó bal partján fekszik.
Basel-Stadt Svájc legkisebb kantonja, területe csak 37 km². Legmagasabb pontja az 522 méteres St. Chrischona.

## Közigazgatás

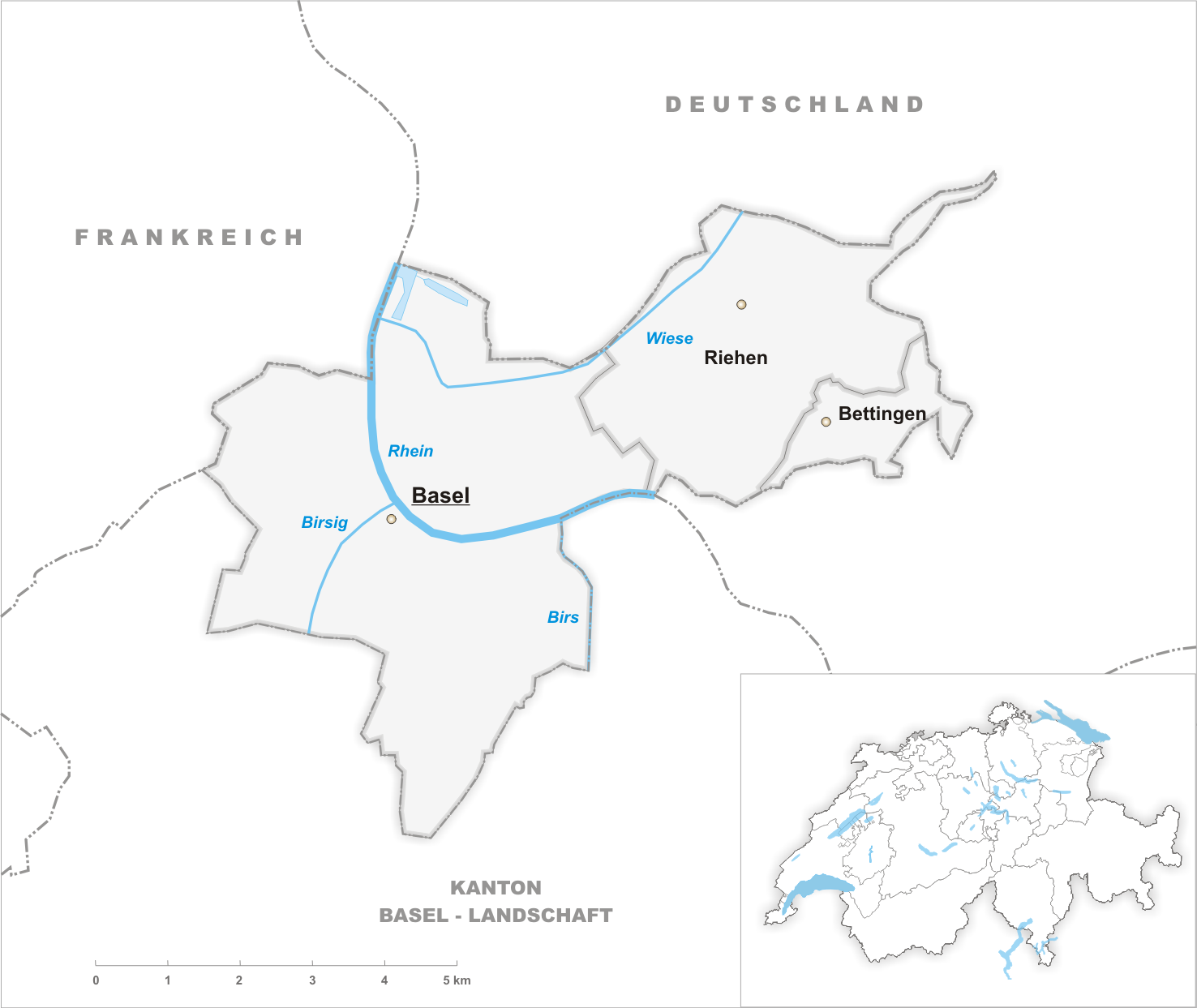
Basel-Stadt kanton önkormányzatai

Közigazgatási szempontból Basel-Stadt félkanton, vagyis csak egy képviselőt küld a parlament felsőházába, az Államtanácsba. A kanton törvényhozó szerve a 100-tagú Nagytanács (Grosser Rat). Képviselőit négy évre választják. A végrehajtó szerv a Kormányzótanács (Regierungsrat), amely hét tagból áll.
A kanton székhelye Bázel.

## Lakossága
2014-ben a kanton lakossága 195 962 főből állt, melyből 56 106, vagyis 30,29% volt külföldi állampolgár. A külföldiek között leggyakoribbak a németek (7,58%), az olaszok (4,18%) és a törökök (3,56%). Az evangélikusok (27%) és a katolikusok (25%) aránya kiegyenlített és 36% nyilatkozott úgy, hogy nem tartozik semmilyen vallási szervezethez.

## Gazdaság
A kanton gazdaságának legerősebb pillérei a vegyipar és a gyógyszeripar. Bázelben található több nemzetközi vállalat székhelye (pld. a Novartis), így sok munkahelyet kínál a szomszédos német és francia területek munkavállalóinak is. A szolgáltató szektorban a banki és pénzügyi szolgáltatások játsszák a vezető szerepet. A kanton erős gazdasági kapcsolatokat tart fent a szomszédos német és francia megyékkel a Bázeli gazdasági régió révén.
Bázelt a Basel-Mulhouse nemzetközi repülőtér szolgálja ki, amely a gyakorlatban francia területen fekszik, de a városhoz vámmentesen kapcsolódik. A bázeli folyókikötő Svájc egyetlen közvetlen vízi kapcsolata a tengerhez.
A városban évente megrendezik a háromnapos bázeli karnevált (Basler Fasnacht), amely sok turistát vonz a kantonba. Itt rendezik az ország legnagyobb őszi vásárát is (Basler Herbstmesse).

## Fordítás
- Ez a szócikk részben vagy egészben  a   Basel-Stadt című angol Wikipédia-szócikk ezen változatának fordításán alapul.  Az eredeti cikk szerkesztőit annak laptörténete sorolja fel. Ez a jelzés csupán a megfogalmazás eredetét és a szerzői jogokat jelzi, nem szolgál a cikkben szereplő információk forrásmegjelöléseként.